# Rotazioni rpy

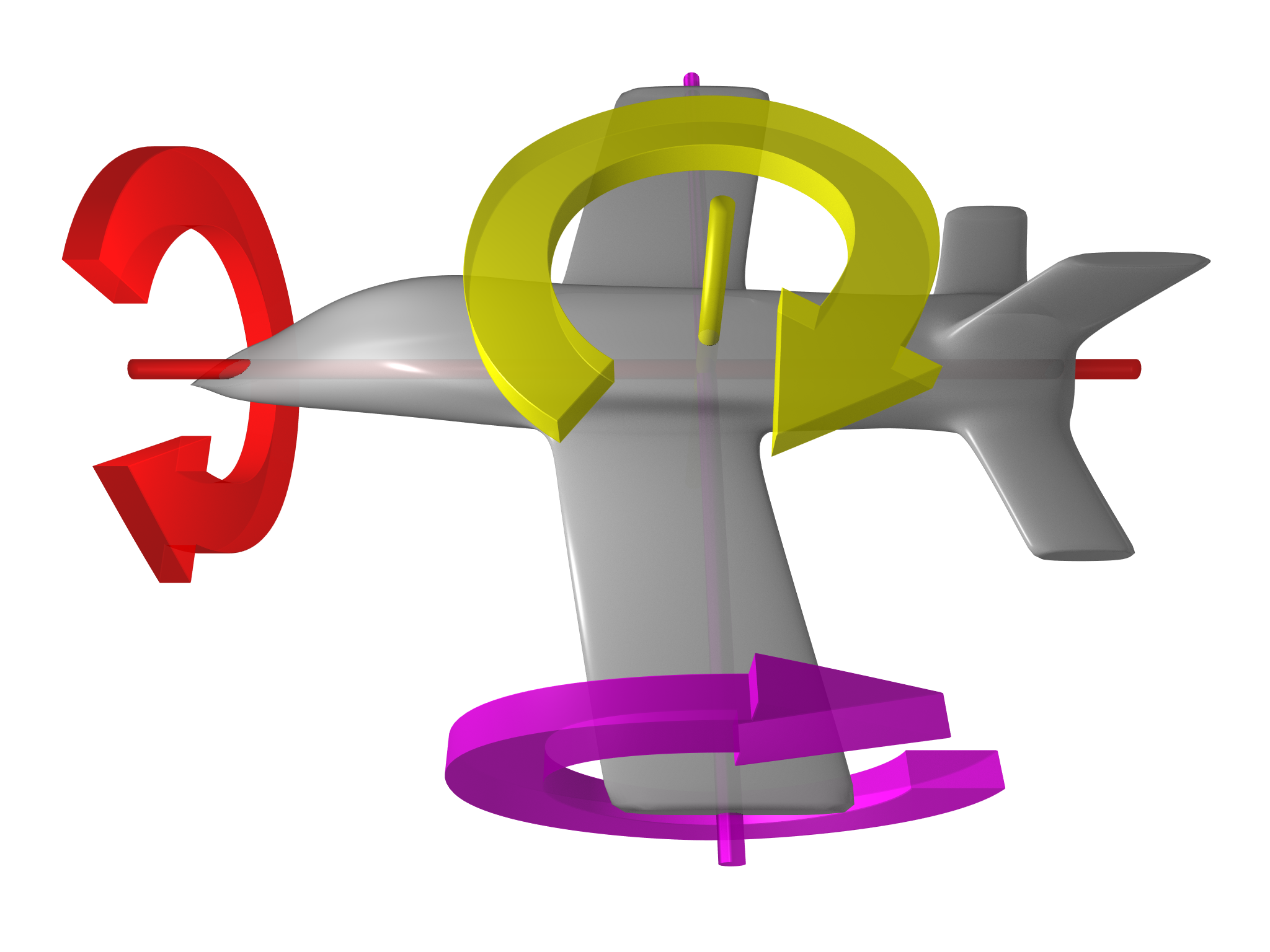
Rotazioni rpy di un velivolo:
● beccheggio
● imbardata
● rollio.

Le rotazioni rpy descrivono l'insieme delle rotazioni di un corpo rigido rispetto agli assi del sistema di riferimento cartesiano. La terminologia è usata nelle applicazioni relative a veicoli (ad esempio in aeronautica) o robot.
Ad esempio, in un sistema di riferimento cartesiano nello spazio di origine O ed assi xyz, se il corpo è disposto in modo che la direzione di movimento principale (considerato come il movimento "in avanti") coincida con la direzione dell'asse x, si hanno le seguenti definizioni:
- una rotazione di angolo ψ intorno all'asse x è detta "rollio" (in inglese roll)
- una rotazione di angolo θ intorno all'asse y è detta "beccheggio" (in inglese pitch)
- una rotazione di angolo φ intorno all'asse z è detta "imbardata" (in inglese yaw)

Il termine rpy deriva dalle iniziali dei termini inglesi corrispondenti diverse alle rotazioni.